# Épiais
Épiais ist eine französische Gemeinde mit 119 Einwohnern (Stand: 1. Januar 2022) im Département Loir-et-Cher in der Region Centre-Val de Loire. Sie gehört zum Arrondissement Blois und zum Kanton La Beauce. 
Das Gemeindegebiet wird vom Flüsschen Réveillon durchquert.
Nachbargemeinden sind La Chapelle-Enchérie im Nordwesten, Oucques La Nouvelle im Norden, Oucques im Osten sowie Sainte-Gemmes im Süden und Südwesten.

## Bevölkerungsentwicklung
| Jahr      | 1962 | 1968 | 1975 | 1982 | 1990 | 1999 | 2006 | 2017 |
| --------- | ---- | ---- | ---- | ---- | ---- | ---- | ---- | ---- |
| Einwohner | 186  | 185  | 153  | 121  | 87   | 94   | 114  | 136  |